# Amanaiés
Os Amanaiés (também conhecidos como Amanagé, Amanaié, Araradeuá ou Manaié) são um povo indígena brasileiro. Falam uma língua da família Tupi-Guarani, do tronco Tupi.
Sua aldeia fica localizada no nordeste do Pará. No ano de 1990, sua população estimada era de 66 pessoas. Em 2001, tal grupo contava com 192 indivíduos; já em 2017, 172 indígenas foram contabilizados.

## História
Os Amanaié foram mencionados pela primeira vez na região que constitui, provavelmente, a área de origem deste povo Tupi: o Rio Pindaré. Ali, resistiram por muito tempo às tentativas de aldeamento, quando, em 1755, fizeram um acordo com o Padre David Aluísio Fáy, missionário jesuíta húngaro entre os Guajajara da aldeia de São Francisco do Carará. Fáy “conseguiu praticar os Amanaios e que se descessem e aldeassem”, junto aos Guajajara, seus tradicionais inimigos.
Pouco depois, uma boa parte do grupo mudou-se pacificamente para o Rio Alpercatas, na atual fronteira do Maranhão com o Piauí. Por volta de 1815, havia apenas 20 remanescentes deste grupo, misturados com negros. Outros Amanaié do Alpercatas continuaram sua migração através do Rio Parnaíba, alcançando o Piauí em 1763, não havendo notícias do que lhes ocorreu depois.
Em 1845, entrou em vigor o Regulamento das Missões, que perpetrava o sistema de aldeamentos como estratégia de assimilação dos indígenas à ‘vida civilizada’. O Regulamento determinava que a tática utilizada para integração do indígena à civilização deveria orientar-se por meios ‘brandos e suaves’, sem o uso da força ou violência. Os Amanaié dos rios Pindaré e Gurupi se situavam na área de influência desses aldeamentos, que na prática, aumentaram a sujeição dos nativos, utilizados como mão-de-obra “dócil” e barata.
Encravados no território dos Tembé, os Amanaié estavam, nesse período, divididos entre três aldeias, na margem do Rio Caju-Apará, formador do Rio Gurupi; muito menos numerosos que os Tembé, sua população foi estimada entre 300 e 400 pessoas. Ali “têm muitas relações com a população civilizada, por intermédio dos regatões que os procuram por causa do óleo de copaíba, casca de cravo, rama de abuta e de algum breu”.
Em 1872, o frei Cândido de Heremence começou a converter os Amanaié, Tembé e Turiwara do Rio Capim. Com 200 Amanaié, fundou a Missão Anauéra (também chamada de São Fidélis), na margem esquerda do Rio Capim, abaixo da confluência dos rios Ararandeua e Surubijú. Em fevereiro de 1874, o engenheiro belga Alberto Bluchouse, o frei Cândido de Heremence e mais três escravos faziam uma exploração nas cabeceiras do rio Capim, em busca de supostas minas de ouro, quando foram atacados por índios Amanaiés e assassinados. De acordo com o relatório apresentado ao governo do Pará, os Amanaiés dividiram entre si os objetos das vítimas e “um desses índios voltou ao aldeamento vestido com o hábito de frei Cândido de Heremence”.  As represálias contra os índios levaram uma parte do grupo a se refugiar no Igarapé Ararandeua, onde evitavam o contato com regionais. Segundo Nimuendajú, esses Amanaié passaram então a se identificar como Ararandeuara ou como Turiwara, para dissimular sua identidade.
Quanto aos Amanaié que permaneceram na missão, passaram a viver sob a administração de uma Diretoria Parcial de Índios, no mesmo local. Ali, continuavam em conflito com povos vizinhos e, em 1880, os Amanaié mataram um grupo de índios Tembé e Turiwara, considerados os “índios mansos” daquela área. Essa ocorrência motivou o Presidente da Província do Pará a providenciar “armas e munições para que esses índios mansos se possam defender dos ataques dos Amanaié". Após esses conflitos, supõe-se que os Amanaié se isolaram definitivamente dos Tembé e dos Turiwara, migrando para as cabeceiras do Rio Capim.

### Século XX
Em 1889, um pequeno grupo formado por índios Amanaié e Anambé, sobreviventes de uma epidemia nas aldeias do Arapari, se encontrava perto das últimas cachoeiras do Rio Tocantins. A maior parte do grupo, entretanto, teria permanecido no Rio Capim, onde em 1910 o inspetor Luiz Horta Barbosa realizou uma expedição, encontrando cerca de 300 pessoas distribuídas em quatro aldeias. Encontrou um grupo Amanaié liderado por uma mulher que identificou como "mulata" chamada Damásia, no Igarapé Ararandeua. Damásia teria assumido a chefia do grupo ainda no final do século XIX e é mencionada como representante do grupo até a década de 1930.
A criação da Reserva Amanaié, em 1945, destinava-se supostamente a esse grupo de 200 Amanaié “não pacificados”, cujos remanescentes constituem, provavelmente, a atual população indígena do alto Capim. Quanto ao grupo de Damásia, a última informação data de 1942, mencionando 17 remanescentes, liderados pelo filho dela e “na maioria mestiços”. Finalmente, os Amanayé instalados na região do Rio Moju se identificavam como Ararandeuara, conforme Algot Lange. Este viajante publicou, em 1914, a única descrição etnográfica existente sobre o povo Amanayé.
Em 1926 Nimuendajú encontrou um grupo com a mesma autodenominação na localidade de Mundurucu, próxima do Rio Moju. Os índios do Rio Cairari, também visitados por Nimuendajú, em 1943, foram por ele identificados como Amanaié e Turiwara, mas seriam, na realidade, um subgrupo Anambé.

Na década de 1950 os Amanaié continuavam ocupando as margens do Rio Candiru-Açu, dentro da Reserva. Foram ali visitados pelo sertanista João E. Carvalho, que trabalhava na época na Frente de Pacificação dos Urubu Ka'apor do SPI. Em 1976, havia pelo menos 10 remanescentes do grupo dispersos na Reserva, entre os rios Ararandeua e Surubiju.